# Junior TT
De Junior TT was vroeger de 350 cc wegrace-klasse tijdens de TT van het eiland Man.

## Geschiedenis
Tot en met 1910 werden de klassen tijdens de Isle of Man TT vooral ingedeeld op het aantal cilinders. Tweecilinders mochten toen nog een grotere cilinderinhoud hebben, omdat ze langzamer waren dan de eencilinders. Nog in 1910 mochten de eencilinders 500- en de tweecilinders 750 cc motoren hebben. In 1911 werden twee nieuwe klassen ingevoerd: de 500 cc Senior TT en de 350 cc Junior TT. In 1922 kwam daar de 250 cc Lightweight TT bij en in 1924 de 175 cc Ultra-Lightweight TT.

### Clubmans Junior
In 1947 voegde men een tweede "Junior" klasse toe, de "Clubmans Junior", voor clubmanracers. In 1949 werd de Isle of Man TT toegevoegd aan het programma van het Wereldkampioenschap wegrace. In de jaren vijftig werden de Italiaanse merken Moto Guzzi, Gilera en MV Agusta te sterk voor de Britse merken. Daarom werd in 1959 een nieuwe klasse bedacht, de "350 Formula One", die alleen openstond voor "toonbankmotoren" die normaal te koop waren. In die klasse stonden de snelle Italiaanse fabrieksracers buitenspel en konden de Britten domineren. Omdat de Italianen zich al teruggetrokken hadden uit het wereldkampioenschap, verdween die klasse weer meteen.
Na de dood van Gilberto Parlotti in de 125 cc race van 1972, besloten een aantal grote rijders, zoals Giacomo Agostini, Phil Read en Rodney Gould de TT van Man voortaan te boycotten. Parlotti was het 99e slachtoffer van de Snaefell Mountain Course.
In 1977 had de Isle of Man TT haar wereldkampioenschapsstatus verloren en werd de cilinderinhoud van de Junior TT teruggebracht naar 250 cc. De Lightweight TT werd daardoor geschrapt en de 250 cc productiemotorfietsen zwierven samen met de 400 cc viertakten door verschillende andere klassen, zoals de Production TT, de Formula Three TT, de Production 100-250 cc TT, de Production Class D TT en de Supersport 400 TT. In 1995 kwam de Lightweight TT terug, toen de Junior overging naar 600 cc Supersport motoren.

### Junior 350 TT
In 1983 werd de 350 cc klasse voor één jaar in ere hersteld, niet in de Junior TT, maar in de extra toegevoegde "Junior 350 cc TT".
Tegenwoordig rijden in deze klasse 600 cc vierclinder- en 750 cc tweecilinder viertakten volgens het Supersport 600-reglement samen met 250 cc tweetakt- GP-machines.

## Junior TT resultaten
| Jaar | Klasse                                        | Circuit                                       | inhoud                                        | 1e                                              | 2e                                               | 3e                                            |
| ---- | --------------------------------------------- | --------------------------------------------- | --------------------------------------------- | ----------------------------------------------- | ------------------------------------------------ | --------------------------------------------- |
| 1911 | Junior TT                                     | Mountain Course                               | 300cc 1 cil, 340cc 2 cil                      | Percy J. Evans, Humber                          | Harry Collier, Matchless                         | Harold J. Cox, Forward                        |
| 1912 | Junior TT                                     | Mountain Course                               | 350 cc                                        | Harry Bashall, Douglas                          | E. Kickham, Douglas                              | Harold J. Cox, Forward                        |
| 1913 | Junior TT                                     | Mountain Course                               | 350 cc                                        | Hugh Mason, NUT                                 | W. Newsome, Douglas                              | H..C. Newman, Ivy-Precision                   |
| 1914 | Junior TT                                     | Mountain Course                               | 350 cc                                        | Eric Williams, AJS                              | Cyril Williams, AJS                              | F.J. Walker, Royal Enfield                    |
| 1920 | Junior TT                                     | Mountain Course                               | 350 cc                                        | Cyril Williams, AJS                             | J.A. Watson-Bourne, Blackburne                   | J.S. Holroyd, Blackburne                      |
| 1921 | Junior TT                                     | Mountain Course                               | 350 cc                                        | Eric Williams, AJS                              | Howard R. Davies, AJS                            | Tom Sheard, AJS                               |
| 1922 | Junior TT                                     | Mountain Course                               | 350 cc                                        | Tom Sheard, AJS                                 | G. Grinton, AJS                                  | J. Thomas, Sheffield-Henderson                |
| 1923 | Junior TT                                     | Mountain Course                               | 350 cc                                        | Stanley Woods, Cotton                           | H.F. Harris, AJS                                 | A.H. Alexander, Douglas                       |
| 1924 | Junior TT                                     | Mountain Course                               | 350 cc                                        | Kenneth Twemlow, New Imperial                   | S. Ollerhead, DOT                                | I.H.R. Scott, AJS                             |
| 1925 | Junior TT                                     | Mountain Course                               | 350 cc                                        | Wal L. Handley, Rex-ACME                        | Howard R. Davies, HRD                            | Jimmie Simpson, AJS                           |
| 1926 | Junior TT                                     | Mountain Course                               | 350 cc                                        | Alec Bennett, Velocette                         | Jimmie Simpson, AJS                              | Wal L. Handley, Rex-ACME                      |
| 1927 | Junior TT                                     | Mountain Course                               | 350 cc                                        | Freddie W. Dixon, HRD                           | Harold Willis, Velocette                         | Jimmie Simpson, AJS                           |
| 1928 | Junior TT                                     | Mountain Course                               | 350 cc                                        | Alec Bennett, Velocette                         | Harold Willis, Velocette                         | Kenneth Twemlow, DOT                          |
| 1929 | Junior TT                                     | Mountain Course                               | 350 cc                                        | Freddie Hicks, Velocette                        | Wal L. Handley, AJS                              | Alec Bennett, Velocette                       |
| 1930 | Junior TT                                     | Mountain Course                               | 350 cc                                        | Henry Tyrell-Smith, Rudge                       | G. Ernie Nott, Rudge                             | Graham Walker, Rudge                          |
| 1931 | Junior TT                                     | Mountain Course                               | 350 cc                                        | Percy "Tim" Hunt, Norton                        | Jimmy Guthrie, Norton                            | G. Ernie Nott, Rudge                          |
| 1932 | Junior TT                                     | Mountain Course                               | 350 cc                                        | Stanley Woods, Norton                           | Wal L. Handley, Rudge                            | Henry Tyrell-Smith, Rudge                     |
| 1933 | Junior TT                                     | Mountain Course                               | 350 cc                                        | Stanley Woods, Norton                           | Percy "Tim" Hunt, Norton                         | Jimmy Guthrie, Norton                         |
| 1934 | Junior TT                                     | Mountain Course                               | 350 cc                                        | Jimmy Guthrie, Norton                           | Jimmie Simpson, Norton                           | G. Ernie Nott, Husqvarna                      |
| 1935 | Junior TT                                     | Mountain Course                               | 350 cc                                        | Jimmy Guthrie, Norton                           | Walter F. Rusk, Norton                           | John White, Norton                            |
| 1936 | Junior TT                                     | Mountain Course                               | 350 cc                                        | Freddie L. Frith, Norton                        | John White, Norton                               | Edward A. (Ted) Mellors, Velocette            |
| 1937 | Junior TT                                     | Mountain Course                               | 350 cc                                        | Jimmy Guthrie, Norton                           | Freddie L. Frith, Norton                         | John White, Norton                            |
| 1938 | Junior TT                                     | Mountain Course                               | 350 cc                                        | Stanley Woods, Velocette                        | Ted Mellors, Velocette                           | Freddie L. Frith, Norton                      |
| 1939 | Junior TT                                     | Mountain Course                               | 350 cc                                        | Stanley Woods, Velocette                        | Harold L. Daniell, Norton                        | Heiner Fleischmann, DKW                       |
| 1947 | Junior TT                                     | Mountain Course                               | 350 cc                                        | Alfred R. (Bob) Foster, Velocette               | David Whitworth, Velocette                       | J.A. Weddell, Velocette                       |
| 1947 | Clubmans Junior                               | Mountain Course                               | 350 cc                                        | Dennis Parkinson, Norton                        | R. Pratt, Norton                                 | W.S. Sleightholme, AJS                        |
| 1948 | Junior TT                                     | Mountain Course                               | 350 cc                                        | Freddie L. Frith, Velocette                     | Alfred R. (Bob) Foster, Velocette                | Artie Bell, Norton                            |
| 1948 | Clubmans Junior                               | Mountain Course                               | 350 cc                                        | R.J. Hazlehurst, Velocette                      | G.W. Robinson, AJS                               | Milton Sunderland, Norton                     |
| 1949 | Junior TT                                     | Mountain Course                               | 350 cc                                        | Freddie L. Frith, Velocette                     | Ernie Lyons, Velocette                           | Artie Bell, Norton                            |
| 1949 | Clubmans Junior                               | Mountain Course                               | 350 cc                                        | Harold Clark, BSA                               | J. Simister, Norton                              | A. Taylor, Norton                             |
| 1950 | Junior TT                                     | Mountain Course                               | 350 cc                                        | Artie Bell, Norton                              | Geoff Duke, Norton                               | Harold L. Daniell, Norton                     |
| 1950 | Clubmans Junior                               | Mountain Course                               | 350 cc                                        | B.A. Jackson, BSA                               | Ian McGuffie, BSA                                | A. Brown, Norton                              |
| 1951 | Junior TT                                     | Mountain Course                               | 350 cc                                        | Geoff Duke, Norton                              | Johnny Lockett, Norton                           | Jack Brett, Norton                            |
| 1951 | Clubmans Junior                               | Mountain Course                               | 350 cc                                        | Brian Purslow, BSA                              | G.E. Read, Norton                                | G.J. Draper, Norton                           |
| 1952 | Junior TT                                     | Mountain Course                               | 350 cc                                        | Geoff Duke, Norton                              | Reg Armstrong, Norton                            | Rod Coleman, AJS                              |
| 1952 | Clubmans Junior                               | Mountain Course                               | 350 cc                                        | Eric Houseley, BSA                              | Bob McIntyre, BSA                                | K.R. James, Norton                            |
| 1953 | Junior TT                                     | Mountain Course                               | 350 cc                                        | Ray Amm, Norton                                 | Ken Kavanagh, Norton                             | Fergus Anderson, Moto Guzzi                   |
| 1953 | Clubmans Junior                               | Mountain Course                               | 350 cc                                        | Derek T. Powell, BSA                            | Owen Greenwood, BSA                              | Jack Bottomley, Norton                        |
| 1954 | Junior TT                                     | Mountain Course                               | 350 cc                                        | Rod Coleman, AJS                                | Derek Farrant, AJS                               | Bob Keeler, Norton                            |
| 1954 | Clubmans Junior                               | Mountain Course                               | 350 cc                                        | Philip Palmer, BSA                              | D.A. Wright, BSA                                 | J.W. Davie, BSA                               |
| 1955 | Junior TT                                     | Mountain Course                               | 350 cc                                        | Bill Lomas, Moto Guzzi                          | Bob McIntyre, Norton                             | Cecil Sandford, Moto Guzzi                    |
| 1955 | Clubmans Junior                               | Clypse Course                                 | 350 cc                                        | Jimmy Buchan, BSA                               | D. Joubert, BSA                                  | Peter Ferbrache, BSA                          |
| 1956 | Junior TT                                     | Mountain Course                               | 350 cc                                        | Ken Kavanagh, Moto Guzzi                        | Derek Ennett, AJS                                | John Hartle, Norton                           |
| 1956 | Clubmans Junior                               | Mountain Course                               | 350 cc                                        | Bernard Codd, BSA                               | J. Eckart, BSA                                   | Alan Shepherd, BSA                            |
| 1957 | Junior TT                                     | Mountain Course                               | 350 cc                                        | Bob McIntyre, Gilera                            | Keith Campbell, Moto Guzzi                       | Bob Brown, Gilera                             |
| 1958 | Junior TT                                     | Mountain Course                               | 350 cc                                        | John Surtees, MV Agusta                         | Dave Chadwick, Norton                            | Geoff Tanner, Norton                          |
| 1959 | Junior TT                                     | Mountain Course                               | 350 cc                                        | John Surtees, MV Agusta                         | John Hartle, MV Agusta                           | Alistair King, Norton                         |
| 1959 | 350 Formula one                               | Mountain Course                               | 350 cc                                        | Alistair King, AJS                              | Bob Anderson, Norton                             | Mike Hailwood, Norton                         |
| 1960 | Junior TT                                     | Mountain Course                               | 350 cc                                        | John Hartle, MV Agusta                          | John Surtees, MV Agusta                          | Bob McIntyre, AJS                             |
| 1961 | Junior TT                                     | Mountain Course                               | 350 cc                                        | Phil Read, Norton                               | Gary Hocking, MV Agusta                          | Ralph Rensen, Norton                          |
| 1962 | Junior TT                                     | Mountain Course                               | 350 cc                                        | Mike Hailwood, MV Agusta                        | Gary Hocking, MV Agusta                          | František Šťastný, Jawa                       |
| 1963 | Junior TT                                     | Mountain Course                               | 350 cc                                        | Jim Redman, Honda                               | John Hartle, Gilera                              | František Šťastný, Jawa                       |
| 1964 | Junior TT                                     | Mountain Course                               | 350 cc                                        | Jim Redman, Honda                               | Phil Read, AJS                                   | Mike Duff, AJS                                |
| 1965 | Junior TT                                     | Mountain Course                               | 350 cc                                        | Jim Redman, Honda                               | Phil Read, Yamaha                                | Giacomo Agostini, MV Agusta                   |
| 1966 | Junior TT                                     | Mountain Course                               | 350 cc                                        | Giacomo Agostini, MV Agusta                     | Peter Williams, AJS                              | Chris Conn, Norton                            |
| 1967 | Junior TT                                     | Mountain Course                               | 350 cc                                        | Mike Hailwood, Honda                            | Giacomo Agostini, MV Agusta                      | Derek Woodman, MZ                             |
| 1968 | Junior TT                                     | Mountain Course                               | 350 cc                                        | Giacomo Agostini, MV Agusta                     | Renzo Pasolini, Benelli                          | W.A. (Bill) Smith, Honda                      |
| 1969 | Junior TT                                     | Mountain Course                               | 350 cc                                        | Giacomo Agostini, MV Agusta                     | Brian Steenson, Aermacchi                        | Jack Findlay, Aermacchi                       |
| 1970 | Junior TT                                     | Mountain Course                               | 350 cc                                        | Giacomo Agostini                                | Alan Bennett, Aermacchi                          | Paul Smart, Yamaha                            |
| 1971 | Junior TT                                     | Mountain Course                               | 350 cc                                        | Tony Jefferies, Yamsel                          | Gordon Pantall, Yamahs                           | W.A. (Bill) Smith, Honda                      |
| 1972 | Junior TT                                     | Mountain Course                               | 350 cc                                        | Giacomo Agostini, MV Agusta                     | Tony Rutter, Yamaha                              | Mick Grant, Yamaha                            |
| 1973 | Junior TT                                     | Mountain Course                               | 350 cc                                        | Tony Rutter, Yamaha                             | Ken Huggett, Yamaha                              | John Williams, Yamaha                         |
| 1974 | Junior TT                                     | Mountain Course                               | 350 cc                                        | Tony Rutter, Yamaha                             | Mick Grant, Yamaha                               | Paul Cott, Yamaha                             |
| 1975 | Junior TT                                     | Mountain Course                               | 350 cc                                        | Charlie Williams, Yamaha                        | Chas Mortimer, Yamaha                            | Tom Herron, Yamaha                            |
| 1976 | Junior TT                                     | Mountain Course                               | 350 cc                                        | Chas Mortimer, Yamaha                           | Tony Rutter, Yamaha                              | Bill Guthrie, Yamaha                          |
| 1977 | Junior TT                                     | Mountain Course                               | 250 cc                                        | Charlie Williams, Yamaha                        | Ian Richards, Yamaha                             | Tom Herron, Yamaha                            |
| 1978 | Junior TT                                     | Mountain Course                               | 250 cc                                        | Chas Mortimer, Yamaha                           | Charlie Williams, Yamaha                         | Tom Herron, Yamaha                            |
| 1979 | Junior TT                                     | Mountain Course                               | 250 cc                                        | Charlie Williams, Maxton-Yamaha                 | Graeme, McGregor, Yamaha                         | Ian Richards, Yamaha                          |
| 1980 | Junior TT                                     | Mountain Course                               | 250 cc                                        | Charlie Williams, Yamaha                        | Donny Robinson, Yamaha                           | Steve Tonkin, Cotton                          |
| 1981 | Junior TT                                     | Mountain Course                               | 250 cc                                        | Steve Tonkin, Armstrong                         | Bob Jackson, Yamaha                              | Charlie Williams, Yamana                      |
| 1982 | Junior TT                                     | Mountain Course                               | 250 cc                                        | Con Law, Waddon                                 | Norman Brown, Yamaha                             | Pete Wild, Yamaha                             |
| 1983 | Junior TT                                     | Mountain Course                               | 250 cc                                        | Con Law, EMC                                    | Graeme McGregor, Yamaha                          | Norman Brown, Yamaha                          |
| 1983 | Junior 350 TT                                 | Mountain Course                               | 350 cc                                        | Phil Mellor, Yamaha                             | Trevor Nation, Yamaha                            | Chas Mortimer, Yamaha                         |
| 1984 | Junior TT                                     | Mountain Course                               | 250 cc                                        | Graeme McGregor, EMC                            | Charlie Williams, Yamaha                         | Brian Reid, EMC                               |
| 1985 | Junior TT                                     | Mountain Course                               | 250 cc                                        | Joey Dunlop, Honda                              | Steve Cull, Honda                                | Eddie Roberts, Kimoco                         |
| 1986 | Junior TT                                     | Mountain Course                               | 250 cc                                        | Steve Cull, Honda                               | Phil Mellor, EMC                                 | Graham Cannell, Honda                         |
| 1987 | Junior TT                                     | Mountain Course                               | 250 cc                                        | Eddie Laycock, EMC                              | Brian Reid, EMC                                  | Graeme McGregor, Yamaha                       |
| 1988 | Junior TT                                     | Mountain Course                               | 250 cc                                        | Joey Dunlop, Shell Gemini Honda                 | Brian Reid, EMC                                  | Eddie Laycock, EMC                            |
| 1989 | Junior TT                                     | Mountain Course                               | 250 cc                                        | Johnny Rea, Yamaha                              | Eddie Laycock, Yamaha                            | Steve Hazlett, EMC                            |
| 1990 | Junior TT                                     | Mountain Course                               | 250 cc                                        | Ian Lougher, Yamaha                             | Steve Hislop, Honda                              | Eddie Laycock, Yamaha                         |
| 1991 | Junior TT                                     | Mountain Course                               | 250 cc                                        | Robert Dunlop, Cowles Yamaha                    | Phillip McCallen, Silkolene Yamaha               | Steve Hazlett, Yamaha                         |
| 1992 | Junior TT                                     | Mountain Course                               | 250 cc                                        | Brian Reid, Yamaha                              | Steve Hislop, Yamaha                             | Robert Dunlop, Yamaha                         |
| 1993 | Junior TT                                     | Mountain Course                               | 250 cc                                        | Brian Reid, Yamaha                              | Jim Moodie, Honda                                | Joey Dunlop, Honda                            |
| 1994 | Junior TT                                     | Mountain Course                               | 250 cc                                        | Joey Dunlop, Castrol Honda                      | Brian Reid, Yamaha                               | Jason Griffiths, Spondon Yamaha               |
| 1995 | Junior TT                                     | Mountain Course                               | 600 cc                                        | Iain Duffus, V&M Duckhams Honda                 | Nick Jefferies, Castrol Honda                    | Colin Gable, Honda                            |
| 1996 | Junior TT                                     | Mountain Course                               | 600 cc                                        | Phillip McCallen, Honda                         | Iain Duffus, V&M Honda                           | Ian Simpson, V&M Honda                        |
| 1997 | Junior TT                                     | Mountain Course                               | 600 cc                                        | Ian Simpson, V&M Honda                          | Phillip McCallen, Honda                          | Michael Rutter, V&M Honda                     |
| 1998 | Junior TT                                     | Mountain Course                               | 600 cc                                        | Michael Rutter, Honda Britain                   | Ian Simpson, Honda Britain                       | Paul Dedman, Done Honda                       |
| 1999 | Junior TT                                     | Mountain Course                               | 600 cc                                        | Jim Moodie, Castrol Honda                       | David Jefferies, V&M Yamaha                      | Iain Duffus, V&M Yamaha                       |
| 2000 | Junior 600                                    | Mountain Course                               | 600 cc                                        | David Jefferies, V&M Yamaha                     | Adrian Archibald, Dowd Honda                     | Ian Lougher, V&M Yamaha                       |
| 2001 | Niet verreden wegens mond-en-klauwzeer-crisis | Niet verreden wegens mond-en-klauwzeer-crisis | Niet verreden wegens mond-en-klauwzeer-crisis | Niet verreden wegens mond-en-klauwzeer-crisis   | Niet verreden wegens mond-en-klauwzeer-crisis    | Niet verreden wegens mond-en-klauwzeer-crisis |
| 2002 | IOMSPC Junior 600cc/250cc                     | Mountain Course                               | 600 cc                                        | Jim Moodie, V&M Yamaha                          | Ian Lougher, TAS Suzuki                          | Jason Griffiths, Yamaha                       |
| 2003 | IOMSPC Junior 600cc                           | Mountain Course                               | 600 cc                                        | Bruce Anstey, Triumph                           | Ian Lougher, Honda                               | Adrian Archibald, Suzuki                      |
| 2004 | IOMSPC Junior 600cc                           | Mountain Course                               | 600 cc                                        | John McGuinness, Yamaha                         | Bruce Anstey, TAS Suzuki                         | Jason Griffiths, Yamaha                       |
| 2005 | Supersport Junior A                           | Mountain Course                               | 600 cc                                        | Ian Lougher, Honda                              | John McGuinness, Yamaha                          | Jason Griffiths, Yamaha                       |
| 2005 | IOMCSPC Supersport Junior B                   | Mountain Course                               | 600 cc                                        | Ryan Farquhar, Kawasaki                         | Jason Griffiths, Yamaha                          | Raymond Porter, Yamaha                        |
| 2006 | IOMSPC Supersport                             | Mountain Course                               | 600 cc                                        | John McGuinness, Honda                          | Bruce Anstey, Suzuki                             | Jason Griffiths, Yamaha                       |
| 2007 | Pokerstars Supersport TT                      | Mountain Course                               | 600 cc                                        | Ian Hutchinson, Honda                           | John McGuinness, Honda                           | Guy Martin, Honda                             |
| 2008 | Relentless Supersport Junior TT 1             | Mountain Course                               | 600 cc                                        | Steve Plater, Yamaha                            | John McGuinness, Honda                           | Keith Amor, Honda                             |
| 2008 | Relentless Supersport Junior TT 2             | Mountain Course                               | 600 cc                                        | Bruce Anstey, Suzuki                            | Ian Hutchinson, Yamaha                           | Ryan Farquhar, Kawasaki                       |
| 2009 | Relentless Supersport Junior TT 1             | Mountain Course                               | 600 cc                                        | Ian Hutchinson, Honda                           | Guy Martin, Honda                                | Keith Amor, Honda                             |
| 2009 | Relentless Supersport Junior TT 2             | Mountain Course                               | 600 cc                                        | Michael Dunlop, Yamaha                          | Bruce Anstey, Suzuki                             | Conor Cummins, Kawasaki                       |
| 2010 | Monster Energy Supersport TT 1                | Mountain Course                               | 600 cc                                        | Ian Hutchinson, Honda                           | Guy Martin, Honda                                | Michael Dunlop, Yamaha                        |
| 2010 | Monster Energy Supersport TT 2                | Mountain Course                               | 600 cc                                        | Ian Hutchinson, Honda                           | Michael Dunlop, Yamaha                           | Keith Amor, Honda                             |
| 2011 | Monster Energy Supersport TT 1                | Mountain Course                               | 600 cc                                        | Bruce Anstey, Honda                             | Keith Amor, Honda                                | Guy Martin, Suzuki                            |
| 2011 | Monster Energy Supersport TT 2                | Mountain Course                               | 600 cc                                        | Gary Johnson, Honda                             | John McGuinness, Honda                           | Guy Martin, Suzuki                            |
| 2012 | Monster Energy Supersport TT 1                | Mountain Course                               | 600 cc                                        | Bruce Anstey, Padgett's Honda                   | Cameron Donald, Wilson Craig Honda               | William Dunlop, Wilson Craig Honda            |
| 2012 | Monster Energy Supersport TT 2                | Mountain Course                               | 600 cc                                        | Michael Dunlop, Ard na Mara Homes/McAdoo Suzuki | Cameron Donald, Wilson Craig Honda               | Ryan Farquhar, HM Plant Kawasaki              |
| 2013 | Dainese Supersport TT 1                       | Mountain Course                               | 600 cc                                        | Michael Dunlop, MD Racing Honda                 | Bruce Anstey, HM Plant Honda                     | William Dunlop, Milwaukee Yamaha              |
| 2013 | Dainese Supersport TT 2                       | Mountain Course                               | 600 cc                                        | Michael Dunlop, MD Racing Honda                 | Bruce Anstey, HM Plant Honda                     | John McGuinness, HM Plant Honda               |
| 2014 | Monster Supersport TT 1                       | Mountain Course                               | 600 cc                                        | Gary Johnson, Smiths Triumph                    | Bruce Anstey, Valvoline Racing by Padgetts Honda | Michael Dunlop, MD Racing Honda               |
| 2014 | Monster Supersport TT 2                       | Mountain Course                               | 600 cc                                        | Michael Dunlop, MD Racing Honda                 | Bruce Anstey, Valvoline Racing by Padgetts Honda | William Dunlop, Tyco Suzuki                   |